# Neanthes suluensis
Neanthes suluensis är en ringmaskart som beskrevs av Kirkegaard 1995. Neanthes suluensis ingår i släktet Neanthes och familjen Nereididae. Inga underarter finns listade i Catalogue of Life.